# Jimmy Hunt
Jimmy Hunt (* 4. Dezember 1939 in Los Angeles, Kalifornien als James Walter Hunt; † 18. Juli 2025) war ein US-amerikanischer Schauspieler.

## Leben und Karriere
Bereits mit sieben Jahren stand Hunt zum ersten Mal vor der Kamera. In den folgenden Jahren war er an mehr als 30 Filmen beteiligt, meistens in Nebenrollen – darunter etwa der Film noir Du lebst noch 105 Minuten mit Barbara Stanwyck sowie als eines der Dutzend Kinder in den Familienkomödien Im Dutzend billiger und Im Dutzend heiratsfähig. Seine wahrscheinlich bekannteste Rolle spielte Hunt 1953 im Science-Fiction-Klassiker Invasion vom Mars. In diesem Film hatte er als Junge David MacLean, der als erster eine Invasion von Marschmenschen entdeckt, eine zentrale Rolle. Kurz darauf beendete er seine Filmkarriere als Kinderdarsteller.
Im Erwachsenenalter arbeitete Hunt beim US-Militär und war zeitweise in der Bundesrepublik Deutschland stationiert, später war er Geschäftsmann im San Fernando Valley. An der gleichnamigen Neuverfilmung von Invasion im Mars aus dem Jahr 1986 wirkte er ebenfalls mit, hier verkörperte er den Polizeichef in einer Nebenrolle. Mit diesem Auftritt trat er nach 1953 zum ersten und letzten Mal als Schauspieler in Erscheinung.
Jimmy Hunt war seit 1963 mit Roswitha T. Jager verheiratet. Das Paar hatte drei Kinder. Er starb 2025 in Folge eines Herzinfarktes im Alter von 85 Jahren.

## Filmografie (Auswahl)
- 1947: My Brother Talks to Horses
- 1947: Clara Schumanns große Liebe (Song of Love)
- 1947: Liebe auf den zweiten Blick (Living in a Big Way)
- 1948: Ein Mann für Millie (The Mating of Millie)
- 1948: Dieser verrückte Mr. Johns! (The Fuller Brush Man)
- 1948: The Sainted Sisters
- 1948: Pitfall
- 1948: Du lebst noch 105 Minuten (Sorry, Wrong Number)
- 1948: Fünf auf Hochzeitsreise (Family Honeymoon)
- 1949: Holiday Affair
- 1949: Diebstahl in Irland (Top o’ the Morning)
- 1950: Drohende Schatten (Shadow on the Wall)
- 1950: Mississippi-Express (Rock Island Trail)
- 1950: Alter schützt vor Liebe nicht (Louisa)
- 1950: Im Dutzend billiger (Cheaper by the Dozen)
- 1950: Ohne Gesetz (Saddle Tramp)
- 1951: SOS – Zwei Schwiegermütter (The Mating Season)
- 1951: Ein Wochenende mit Papa (Week-End with Father)
- 1952: Im Dutzend heiratsfähig (Belles on Their Toes)
- 1953: Invasion vom Mars (Invaders from Mars)
- 1953: Auf verlorenem Posten (The Lone Hand)
- 1986: Invasion vom Mars (Invaders from Mars)